# 美濃源氏
美濃源氏（みのげんじ）とは、中世に美濃国に土着し本拠とした清和源氏の流れを汲む一族の呼称。

## 概要
平安時代中期の源経基、源満仲と続く清和源氏において、その嫡子である源頼光・頼国親子が美濃守を受領した事が美濃源氏の端緒であり、頼国の子・源国房が美濃国土岐郡に土着し、その子孫は土岐氏を称し、室町時代において幕府の重臣となって美濃守護を歴任した。
その他、清和源氏では、下記の一族が美濃源氏として土着している。
- 源満仲の弟である源満政（八島大夫満政）が美濃国方県郡八島に住したことに始まり、子孫は八島氏族（木田氏・小島氏など）として美濃国内に勢力を持ち、さらに一族が尾張国・三河国へも進出した（尾張源氏・三河源氏）。

- 源頼綱（多田源氏）の三男源国直（山県三郎・美濃三郎、上記国房の甥）が美濃国山県郡に住したことに始まり、子孫は山県氏族として美濃に勢力を持っている。

- 源満仲の三男源頼信を祖とする河内源氏の源義綱も美濃守となり美濃国内に地盤を有していた。

## 歴史
清和源氏の嫡流・源満仲の長男・源頼光も摂津国に拠点を置いたことから、「摂津源氏」と呼ばれる武士団を形成し、満仲の次男・源頼親の系統は大和国宇野（現奈良県）を本拠地としたことから「大和源氏」と呼ばれる武士団を、三男・源頼信の系統は河内国壷井（現大阪府羽曳野市壷井）を本拠としたことから「河内源氏」と呼ばれる武士団を形成した（この内、頼光と頼信は美濃守となっている）。
摂津源氏の中でも本拠である多田を継承した嫡流源頼綱（頼光の孫）の系統を「多田源氏」と云い、頼綱の弟・源国房から土岐氏の一族（浅野氏、饗庭氏、多治見氏、世保氏、舟木氏、明智氏、神野氏など）からと三男源国直の子孫から美濃源氏が派生した。
康平7年（1064年）、源頼信の孫であり前九年の役から帰還した八幡太郎義家（河内源氏）が、美濃において国房と合戦を繰り広げている（『水左記』『百錬抄』）。国房はその後、美濃国多芸郡において八島大夫満政系統の源重宗とも合戦を起こし、その後、美濃の東大寺領茜部荘の荘司を務めるも、荘内の土地を一部横領するなどしている。また、国房の子・源光国も義家と対立関係にあり口論した事が伝わっている（『古時談』）。なお、源重宗は八幡太郎義家の追討を受けたが、その子である源重実、源重時兄弟は鳥羽院に伺候し北面四天王と呼ばれた（『尊卑分脈』）。
天仁2年（1109年）、光国は八幡太郎義家の弟・源義綱の一族追討事件では義家の孫源為義と共に追討の任にあたった（『殿暦』）。光国の子源光信は北面武士となり鳥羽院の北面四天王の一人となったが、大治5年（1130年）の源義親の乱により土佐国へ流刑となった。北面武士は弟の源光保が継承し、保元元年（1156年）の保元の乱では後白河天皇方に参加して勝利し、平治元年（1160年）の平治の乱では二条親政派となり嫡男・光宗や甥の光基を率いて信西を討つなど大功を挙げるが、後に寝返った。しかし、永暦元年（1160年）6月、後白河院の命を狙ったという罪状で誅殺された。
治承4年（1180年）から始まる治承・寿永の乱では光信の子源光長が美濃源氏を率いて挙兵する（美濃源氏の挙兵）。光長は寿永2年（1183年）、北陸道より進軍した源義仲（木曾義仲）に従い入京したが、義仲と後白河院の関係が悪化すると院方に付き、法住寺合戦において多田行綱父子（多田源氏）や葦敷重隆（尾張源氏）らと共に院方の主力となったが敗れて子息と共に討ち取られた
光長の子光衡は、源頼朝に仕えて鎌倉幕府の御家人となり土岐氏を称した。土岐氏は、南北朝時代には北朝方として室町幕府の創設に貢献したことから美濃の守護大名となった。以降、伊勢、尾張、そして、美濃一円に支流氏族（浅野氏、明智氏、原氏、肥田氏、石谷氏、神野氏など）が広がったが、戦国時代の家臣斎藤道三の下克上により土岐宗家は、全国各地に散らばっていった。